# Mats Perämaa
Mats Perämaa (né le 12 octobre 1964) est un homme politique ålandais.
Membre du parti Libéraux pour Åland, il entre au Lagting, le parlement régional d'Åland, en 2001. Il est élu en 2003, puis devient ministre des Finances au sein du gouvernement de Viveka Eriksson en 2007. Il est réélu au Lagting en 2011.